# 漢克爾奇異值
漢克爾奇異值（Hankel singular values）是控制理论的名詞，得名自赫尔曼·汉克尔，是量測系系統中各狀態能量的方式，是平衡態模型縮減（balanced model reduction）的基礎，此方法中會保留高能量的狀態，捨棄低能量的狀態。縮減後的模型會保留原來模型的重要特徵。
漢克爾奇異值是用可控制性格拉姆矩陣WC和可观测性格拉姆矩阵WO乘積特征值 {λi ≥ 0, i = 1,…,n}的平方根來計算。

## 性質
- 和線性系統有關漢克爾算子之Hilbert-Schmidt範數的平方，是系統漢克爾奇異值的平方和。而且BIBO穩定以及嚴格真分線性系統中，有向奈奎斯特圖所環繞面積，是線性系統有關漢克爾算子之Hilbert-Schmidt範數平方的π倍[1]。
- 漢克爾奇異值也提供了類比濾波器的最佳範圍[2]。

## 外部連結
- Kenney, C.; Hewer, G. . IEEE Transactions on Automatic Control. Feb 1987, 32 (2): 157  [2018-04-16]. doi:10.1109/TAC.1987.1104553. （原始内容存档于2019-12-12）.

## 延伸閱讀
- Antoulas, Athanasios C. . SIAM. 2005. ISBN 978-0-89871-529-3. doi:10.1137/1.9780898718713.